# Vilaller
Vilaller (pronunciat Virallé en ribagorçà) és una vila i municipi de la comarca de l'Alta Ribagorça. Inclou l'entitat municipal descentralitzada de Senet. Situada al nord de la comarca de l'Alta Ribagorça general, és el racó nord-oest de la part de la comarca d'administració catalana.
A més de la vila de Vilaller, el municipi comprèn el poble de Senet de Barravés, a més de l'antiga quadra de Cierco, el darrer despoblat: només Senet i Vilaller mantenen encara població tot l'any. Antigament també havien pertangut a Vilaller Casós, Sarroqueta de Barravés i Viuet.
El poble de Casós i la caseria de l'Artiga són enclavaments del terme del Pont de Suert (antic terme de Llesp) dins del terme de Vilaller.
En la proposta derivada de l'informe popularment denominat Informe Roca, es preveia integrar aquests dos enclavaments, així com els pobles de Sarroqueta i de Viuet, en el terme municipal de Vilaller, segregant-los del Pont de Suert. Alhora, el municipi de Vilaller passaria a denominar-se Vilaller i Vall de Barravés.
L'església parroquial de Vilaller és dedicada a sant Climent, i, a més, a la vila i els entorns hi ha també el santuari de la Mare de Déu de Riupedrós o Reperós, l'ermita de Sant Mamés, la de Sant Antoni, la de Sant Pere (de la qual només se'n conserven restes), la primera capella del Seminari, dedicada a la Puríssima, i la segona capella de la mateixa institució, dedicada a sant Josep. La parròquia de Vilaller pertany al bisbat de Lleida, pel fet d'haver pertangut, a l'edat mitjana, al bisbat de Roda de Ribagorça. Format part de la unitat pastoral 26 de l'arxiprestat de la Ribagorça, i és regida pel rector del Pont de Suert.
No se sap pas encara amb precisió el lloc on era el monestir benedictí de Sant Andreu de Barravés, de cabdal importància en la història de tota la vall.

## Etimologia
Segons Joan Coromines, Vilaller prové d'un villa Alihari, una forma híbrida, amb el primer component romànica (vila) i el segon, germànic. Es tracta, en aquest segon cas, d'un nom propi (antropònim).

## Geografia
- Llista de topònims de Vilaller (Orografia: muntanyes, serres, collades, indrets..; hidrografia: rius, fonts...; edificis: cases, masies, esglésies, etc).

Termes municipals limítrofs:
|          | Vielha e Mijaran | Naut Aran      |
| Montanui |                  | La Vall de Boí |
|          | El Pont de Suert |                |

### Perímetre del terme

#### Límit amb l'antic terme de Llesp, pertanyent al Pont de Suert
Comença la descripció del perímetre del terme a la Noguera Ribagorçana, just sota el pont de la carretera N-260 damunt seu, a 904 m. alt. En aquest lloc es troben els termes municipals de Vilaller, el Pont de Suert (antic terme de Llesp) i Montanui, el darrer de l'Alta Ribagorça occidental d'administració aragonesa.
Des d'aquí, seguint pel costat de migdia de la carretera esmentada, el termenal la segueix de forma paral·lela, fins que es troba la cruïlla amb la carretera N-230. Des d'aquest lloc, el termenal marxa cap al nord-est, pel límit sud del bosc que hi ha en aquell lloc, fins a enfilar-se als Solans, per on discorre el camí de Vilaller a Viuet, a 1.110 m. alt. En aquest lloc el termenal gira cap a llevant, i s'adreça al Tossal de Viuet, de 1.301,9 m. alt. Després, emprèn la direcció nord-est un bon tros, fins que al final fa una estrany angle agut cap al nord i acaba de pujar a un turó de 1.484,8 m. alt. Segueix cap al nord-est pel bosc de Serreres i baixa cap al barranc de Serreres.
Un cop l'ha travessat, sempre cap al nord-est, ressegueix la carena pel vessant de llevant, i passa per sota del Tossal de Sentúcia, de 1.710,9 m. alt. i la Collada de Calbo, de 1.675,9, fins que arriba a un punt de la costa, a 1.765 m. alt., on hi ha el triterme entre Vilaller, el Pont de Suert, en el seu antic terme de Llesp, i Vall de Boí, en el seu antic terme de Barruera.

#### Límit amb l'antic terme de Barruera, pertanyent a Vall de Boí
Des del triterme anterior, el termenal segueix cap al nord-nord-est, fins que arriba a tocar la carena, a 1.805 m. alt., i torna a resseguir-la més amunt ara sempre pels vessants de ponent de la muntanya, fins a arribar a les Pales de Casós. En aquest lloc emprèn cap al nord-oest, fins a arribar a la cota 1.850 m. alt. o 1.900, passant sota els cims de Cap de la Cana, Tossal de la Moixa, Tossal de la Mina i Tossal de l'Orri, fins a la capçalera d'un barranc afluent del Roi, en el lloc anomenat Cuamula, des d'on torç cap al nord-est, baixant lleument fins als 1.750 m. alt. Quan arriba al barranc Roi, gira sobtadament per seguir el mateix barranc aigües amunt, fins a la carena de la muntanya, on de cop torna a girar cap a llevant en angle recte fins que arriba a la Collada de l'Orri (2.302,3 m. alt) i, cap al nord o nord-est, puja al Cap de Concesse, o Pic de Concesse (2.331,8).
Del Pic de Concesse, seguint la Serra Baixa, el termenal va cap al nord-est, fins a la Collada de Serreta Baixa (2.217,6 m. alt.). Llavors, gira cap al nord i troba el Tossal de les Roies de Cardet (2.445,4), el Portell (2.391,4) i el Pic de Gelada (o Cap de gelada) (2.448,6). Sempre per la carena de la muntanya, sempre cap al nord, però fent ziga-zagues, puja al Pic de les Pales del Port (2.230,9) i tot seguit baixa al Port de Gelada (2.069,5).
Ara un tram cap a llevant, la línia de terme puja al Pic de Planamorrons (2.474,6), la Colladeta (2.484,4) i la carena de les Costes del Mig i les Costes de Barruera. Gira el termenal cap al nord, i passa pel Pic d'Obacs (2.636,8), pel Coll d'Obacs, o Colladó de l'Obac (2.515,7), sempre carenant. A continuació, fa un arc cap al nord i passa pel Pic del Clot d'Espós (2.655,4), pel Pic de Munyidor (2.649,9) i pel Coll de Senet (2.496,9), fins a arribar al Pic Roi o Pic de Fenerui) (2.584,9). En aquest punt comença el contacte amb el Parc Nacional d'Aigüestortes i Estany de Sant Maurici.
Del Pic Roi, el termenal continua cap al nord: Pic d'Estany Roi (o Pic del Ferro) (2.578,6 m. alt.), Collada de Fenerui (2.497,5) i Pic del Cap d'Estany Roi (2.827,2), tot fent de dosser de ponent dels estanys Rois (Estany Roi de Dalt i Estany Roi de Baix). Del Pic del Cap d'Estany Roi, el termenal, encara cap al nord, va cap al Pic de Baserca (2.872,7), la Colladeta dels Abellers (2.826,2) i el cim de Punta Senyalada (2.952,6 m. alt.), fent un arc cap al nord, lleument cap a llevant al nord dels Estanys Gelats, fins que arriba al Pic Avellaner, de 2.983,4 m. alt., des d'on, cap al sud-est, s'adreça al Besiberri Sud, de 3.023,4. Finalment, segueix la carena dels Besiberris cap al nord: Pas de Trescazes, a 2.908, Besiberri del Mig, de 2.995,2, i Besiberri Nord, de 3.009,3 m. alt. En aquest lloc es troben els termes municipals de Vilaller, Vall de Boí (antic terme de Barruera) i Naut Aran (Vall d'Aran) (és a dir, Alt Aran, expressat en català).

#### Límit amb Naut Aran, de la Vall d'Aran
El termenal amb Naut Aran constitueix tot el costat oriental de la capçalera de la vall de Besiberri. Des del Besiberri del Nord, la línia de terme discorre en direcció nord-nord-oest, i passa primer pel Tuc dera Canau de Rius (Tuc de la Canal de Rius, en català), de 2.812,8 m. alt., des d'on, i cada vegada decantant-se més cap a l'oest, passa pel Coll dera Canau de Rius, a 2.691,1, pel Tossal Pla, de 2.883,3, on trenca cap al nord, i pel Tossau de Lac Tòrt, de 2.842,5.
En aquest cim, la línia de terme fa un angle recte cap a occident, resseguint el circ de l'Estanyet del Molar Gran, i s'adreça al Tuc des Estanhets, de 2.886,9. Com es pot veure, la toponímia d'aquest sector oscil·la entre la catalana i l'occitana; de gairebé tots els topònims existeix la doble versió, però posem en aquest article la que apareix en els mapes de l'Institut Cartogràfic de Catalunya.
En el Tuc dels Estanyets, doncs, es troba el triterme entre Vilaller, Nau Aran i Vielha e Mijaran.

#### Límit amb Vielha e Mijaran, de la Vall d'Aran
El límit amb Vielha e Mijaran (Viella i Aran Mitjà) constitueix tota la capçalera de la vall de Barravés. Des del Tuc des Estanhets, el termenal segueix ja sempre cap a l'oest, però decantant-se progressivament cap al sud: el Molar Gran, Colladetes de Conangles, de 2.685,1 m. alt., Tuc de la Contesa, de 2.779,9, i el Molar Xic, des d'on va davallant cap a la vall de la Noguera Ribagorçana a prop i al sud del Refugi forestal de Conangles. Arriba a creuar la Noguera Ribagorçana a l'alçada de 1.515 m. alt. En aquest lloc, justament, es troba el punt tritermenal entre Vilaller, Vielha e Mijaran i Montanui (antic terme municipal de Bono).

#### Límit amb l'antic terme de Bono, pertanyent a Montanui, de l'Alta Ribagorça occidental
Durant bastants quilòmetres, el termenal entre Vilaller i Bono és el mateix riu Noguera Ribagorçana, fins al punt que el Pantà de Senet queda migpartit entre els dos termes. Continua de la mateixa manera quan passa a ponent del poble de Senet de Barravés, i no experimenta cap mena de canvi fins arriba a les envistes de la Central de Senet.
Quan la carretera N-230, que discorre paral·lela al riu, troba el punt quilomètric 141, al Túnel del Salto, s'arriba al lloc on el termenal abandona el fons de la vall, per tal d'enfilar-se cap al sud, seguint una carena del marge esquerre de la Noguera Ribagorçana que passa pel bosc de les Planes, i, inclinant-se cap al sud-est, s'adreça de dret al Tossal dels Civils, de 2.086,4 m. alt. No acaba d'arribar-hi, però: en el moment que arriba a l'alçada de 2.000 metres, fa un angle obtús cap a l'oest-nord-oest per anar a buscar el barranc del Cogulló, que davalla quasi del tot. Quan arriba al fons de la vall, just al nord-est del poble de Bono, el termenal torna a seguir exactament pel mateix riu.
Seguint per la Noguera Ribagorçana, el límit entre els dos municipis arriba a les envistes de Cierco, que queda a llevant del riu. Just al sud-oest de Cierco i d'Artiga, el barranc Roi aflueix per l'esquerra de la Noguera Ribagorçana. El termenal remunta aigües amunt aquest barranc fins als 1.485 m. alt., on aflueix per l'esquerra un altre barranc. Aleshores, el termenal emprèn per una carena que separa aquests dos barrancs, cap al sud/sud-est, fins a arribar als 1.630 m. alt. En aquest lloc trenca cap a l'oest, i segueix aproximadament la cota esmentada, passa just pel nord del Tossal de Segre, de 1.683,7 m. alt., però dalt del qual no arriba, i va cap a la Collada de Segre, de 1.637,4.
Des d'aquesta collada, el termenal gira cap al sud-sud-oest, per adreçar-se al Tossal de Tinabre, de 1.617,3 m. alt., travessant prèviament el barranc de l'Obaga. Segueix un petit tram la carena occidental d'aquest tossal, i torna a tòrcer cap al sud-sud-oest, baixant quasi en línia recta a trobar la Noguera Ribagorçana, just al nord del santuari de la Mare de Déu de Riupedrós. En aquest lloc el termenal travessa el riu i puja cap a la riba seva dreta. L'altitud del riu és allí de 899 m.
Per l'Escaleta i la carena que marca el límit nord-est de la vall del barranc de Riupedrós, el termenal puja cap a la Plana de Nebot, a 1.122,1 m. alt., des d'on, fent una mica de revolt, puja al turó de 1.428,8 m. alt. que domina el lloc. Un cop al seu capdamunt, el termenal fa un angle agut i gira cap al sud, travessa el barranc de Riupedrós, i arriba a la carena que limita la seva vall pel sud-oest, i s'hi enfila fins als 1.300 m. alt., al lloc dels Estanyons. Aleshores, torna a girar, ara cap al nord-oest, i va de dret al Tossal de Seu, de 1.384,6 m. alt.
Al Tossal de Seu, el termenal comença una línia quasi recta cap al sud-sud-est, travessa el barranc del Molí, després el barranc Ramader, just entre Monatnui (al sud-oest) i el Pilaret de Sant Urbà (al nord-est), i, passant tot aquest tram just a ponent de la vila de Vilaller, va baixant cap a la Noguera Ribagorçana, que ateny a prop i al nord-est de la Central de Vilaller, a 929 m, alt. Aleshores continua riu avall, fins a arribar al pont de la carretera N-260, on es troba el triterme entre Vilaller, Montanui i el Pont de Suert (antic terme de Llesp, que és el lloc on ha començat aquesta descripció.

### L'interior del terme
El terme municipal de Vilaller presenta dues unitats geogràfiques molt clares. Al nord, la meitat oriental de la vall de Barravés, amb Senet de centre neuràlgic: actualment és l'espai que ocupa l'entitat municipal descentralitzada de Senet. Al sud, la part del terme centralitzada a la vila de Vilaller.
Entre aquestes dues unitats, que només es comuniquen per carretera a través del terme de Montanui, una estreta franja de terreny entre el barranc de Sobre-roca al sud i el barranc Roi al nord, dominat pel Tossal de Tinabre, de 1.617,3 m. alt. i el Tossal de Segre, de 1.683,7. El pas de la Collada de Segre, de 1.637,4 m. alt. és l'únic pas per l'interior del municipi d'un sector a l'altre, a través de la Pista del Pinar. Una carrerada, que antigament era l'únic camí possible, recorria aquesta franja de territori.

#### La vall de Besiberri
Organitzada a l'entorn del barranc de Besiberri com a eix vertebrador, és aquesta una de les valls del Pirineu català de més bellesa i personalitat. Forma un circ estret, però extens, on es troben, de sud a nord, els Estanyets de l'Obaga de Besiberri, que reben les aigües dels vessants orientals del Tossal d'Escobedieso (2.763,9 m. alt.) i dels septentrionals de la Collada de Baserca.
De l'est davalla el barranc de Besiberri, pròpiament, que es forma a les Llastres de Besiberri i en el Canal de Rius, recollint-se les aigües a l'Estanyet. Poc després, i ja havent rebut les aigües dels Estanys de l'Obaga de Besiberri, arriba a l'Estany de Besiberri, situat a 1.985,5 m. alt. Del nord, dels contraforts del Tuc de la Contesa, davallen tot de barrancs menors, que aflueixen tots per la dreta en el barranc de Besiberri.
Tanca la vall de Besiberri pel sud una carena interior del terme de Vilaller encapçalada pel ja estementat Tossal d'Escobedieso.

#### Pantà de Senet
Migpartit pel límit dels termes municipals ja descrits, la meitat oriental del Pantà de Senet pertany a Vilaller. Per aquest costat hi aflueixen tot de barrancs que baixen dels contraforts sud-occidentals del Tossal d'Escobedieso: barranc del Roses, barranc d'Escobedieso, barranc de Baserca i barranc de les Tosses.
A l'extrem nord del Pantà de Senet hi ha el Refugi forestal de Baserca, i al sud, la Central de Moralets. La carretera N-230 passa pel costat administrativament aragonès, el de ponent, mentre que una pista forestal recorre el marge esquerre del pantà, passant per la Casa forestal del Rases.
El sector de Senet és, per descomptat, el més muntanyós. Ja han quedat descrites les altes muntanyes del perímetre que tanquen la vall de Besiberri

### Entitats de població
| Entitat de població | Habitants (2023) |
| Vilaller            | 472              |
| Senet               | 40               |
| Font: Idescat       |                  |

Les entitats de població que formen actualment el municipi de Vilaller són dues: la vila de Vilaller, el poble de Senet de Barravés i la colònia Montsaut.
Antigament, però, calia considerar també altres nuclis de població: la quadra de Cierco i la caseria d'Artiga. Finalment, dins del terme hi ha l'ermita de Sant Antoni.
A més, hi ha un indret en el terme que cal considerar individualment: el modern santuari de la Mare de Déu de Riupedrós, i el Seminari Diocesà que existeix en aquell lloc, situat uns 650 metres al nord de la vila, a la riba dreta de la Noguera Ribagorçana.

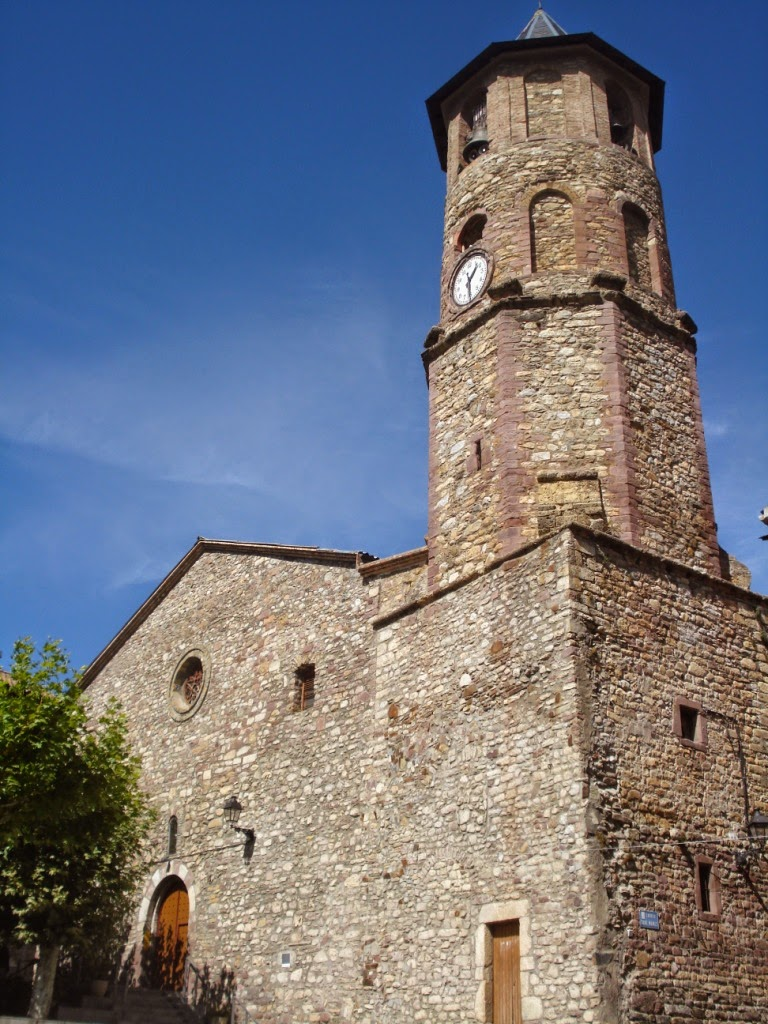
Església de Sant Climent

#### La vila de Vilaller
La vila està dividida en dues parts diferenciades, una a cada costat del riu Noguera Ribagorçana; d'una banda, el nucli antic, situat a la muntanya i per un altre, el barri nou que s'ha desenvolupat a l'abric del turisme, prop de la carretera que la uneix amb la Val d'Aran, anomenat barri d'Aragó, malgrat que no pertany administrativament a aquell antic regne. A ponent del nucli antic, prenent la carretera general com a eix principal, s'ha desenvolupat el barri comercial de Vilaller.
És de destacar l'església parroquial de Sant Climent de Vilaller. Es tracta d'un edifici barroc, del segle xviii, de tres naus i un gran campanar de cos vuitavat. Es conserva també part d'un pont gòtic del S. XVII sobre la Noguera Ribagorçana que va ser destruït durant la riuada de 1963.

## Història

### Edat mitjana
| \| ← \| 1812 — 2015 \| → \|                                                  |                    |   |
| Escut d'armes                                                                |                    |   |
| Període històric                                                             | Edat Contemporània |   |
| • Creació del municipi '('Constitució de Cadis)                              | 1812               |   |
| • Annexió d'Artiga, Casós, Sarroqueta de Barravés, Senet de Barravés i Viuet | Febrer del 1847    |   |
| • Traspàs de Casós, Sarroqueta de Barravés i Viuet a Llesp                   | Entre 1847 i 1857  |   |
| • Ajuntament encara existent                                                 | 2015               |   |
| ←                                                                            | 1812 — 2015        | → |

El castell de Vilaller és documentat des del 1310; era dalt de l'esperó rocós que domina la vila closa de Vilaller, però no sembla quedar-ne cap vestigi. La vila de Vilaller en canvi ja és documentada l'any 1118, mentre que l'església parroquial de Sant Climent hauria estat consagrada el 1048.
Del passat, sobretot medieval, de Vilaller, es conserven algunes mostres de força interès. D'una banda, hi ha algunes tombes antropomorfes excavades a la roca, com la Tomba de Riupedrós i l'única que queda visible de la Necròpolis de Sant Pere.
A part de les tombes, cal esmentar un interessant conjunt d'hàbitats troglodítics, possiblement aprofitats per l'ésser humà a l'edat mitjana, fets aprofitant les roques de l'antiga morrena glaciar de la gelera que va formar la vall de la Noguera Ribagorçana en aquest indret. Es tracta de les Cabanes de les Escomes.

### Edat moderna
A Vilaller està documentada una farga d'aram.
Degut al mal estat de l'església de Sant Climent i les dimensions reduïdes per acollir una parròquia cada vegada més nombrosa, l'any 1785 es decideix fer una nova església parroquial que es consagrarà el 1798

### Edat contemporània
A ran de la promulgació de la Constitució de Cadis, es constituïren arreu del país els ajuntaments moderns; Vilaller, que ja tenia precedents d'organització comunal (universitat, comú...), el constituí, juntament amb la majoria de pobles ribagorçans. Artiga i Senet de Barravés també van formar els seus ajuntaments, però el 1847 ja havien estat agregats a Vilaller pel fet que no arribaven a 30 veïns (caps de casa). El 1847, l'ajuntament de Vilaller apareix format per la mateixa vila de Vilaller, i els pobles d'Artiga, Casós, Sarroqueta de Barravés, Senet de Barravés, Viuet i la quadra de Cierco. Entre aquell any i 1857, Casós, Sarroqueta de Barravés i Viuet foren traspassats a l'ajuntament de Llesp.
En el Diccionario geográfico... de Pascual Madoz, del 1849, es parla llargament de Vilaller. S'hi pot llegir que la vila de Vilaller es troba en part al pla i en part en una plataforma de l'esquerra de l'esquerra de la Noguera Ribagorçana, molt ventilada per tots els vents, especialment pel del nord, que és molt perjudicial per a les collites i la salut pública, s'hi pateixen refredats i inflamacions. Consta de 79 cases, inclosa una de miserable per a l'ajuntament; hi ha presó i escola de primeres lletres. Hi ha una casa a l'altre costat del riu, amb hort i dues peces de terra, que són la dotació del mestre, a part de la paga que rep pels 30 o 35 nens que acuden a l'escola, del poble i la comarca.
L'església parroquial de Sant Climent estava servida en aquell moment per una comunitat de rector i quatre racioners, 2 beneficiats i 2 capellans de patronat particular. De Vilaller depèn l'església de Casós. Té dues capelles a les proximitats: Sant Mamés i la Mare de Déu de Riupedrós.
El terreny és fluix, muntanyós i de mala qualitat, llevat de les terres a ran de riu. Hi ha 25 jornals de prats.S'hi produïa sègol, ordi, civada, patates, llegums i pastures. S'hi recriava bestiar mular, boví i oví. S'hi pesacaven truites, i hi havia un molí, tot i que fora de terme, al costat aragonès. S'hi celebrava una fira anual que durava tres dies, per Tots Sants, i una segona fira, que alternava amb el Pont de Suert. S'hi feia mercat el dijous, però era poc concorregut i servia per a la subsistència i prou. Hi havia 36 veïns (caps de casa) i 335 ànimes (habitants).

### Composició de l'Ajuntament

#### Alcaldes
| - Ajuntament Constitucional, a partir de la Constitució de Cadis del 1812: - Josep Quintana i Sanglada (1894) - Jaume Agullana i Faus (1897) - Josep Farré (1897 - 1899) - Josep Coll i Agulló (1906) - Ramon Gallart (1942) - Modest Badia i Puyol (1945) | - Consistoris a partir del 1979, any de la restauració del sistema municipal democràtic: - Àngel Pons i Donisa (19.4.1979 - 9.6.1987) - Nativitat Badia i Salillas (30.6.1987 - 25.5.1991) - Josep Maria Turmo i Barrabés (15.6.1991 - 25.9.1997) - Maria Àngels Pons i Subirana (27.9.1997 - 12.6.1999) - Jaume Monsó i Alòs (3.7.1999 - 11.6.2011) - Joan Ramon Piqué i Badia (11.6.2011 - 13.6.2015) - Maria José Erta Ruiz (13.6.2015-) |

#### Regidors
Des de les primeres eleccions municipals democràtiques, el 1979, l'Ajuntament de Vilaller ha tingut els regidors següents: Nativitat Badia Salillas, Joaquín Ginés Belilles Sánchez, Josep Maria Carrera Farré, Anselmo Carrera Goset, Àngel Cierco Castells, María José Erta Ruiz, Antonio Estop Monsó, Salvador Farré Juanmartí, Albert Franco Quintana, Carlos Franco Quintana, Enric Fueyo i Vidal, Sebastián Gallart Solà, Delfín Gatius Andreu, Antonio Guillén Farran, Margarita Joaniquet Suils, David Juaniquet Badia, María Teresa Martínez Gonzàlez, Jaume Monsó i Alòs, Ernest Monsó Quintana, Juan Montañés Carmona, Miguel Moreno Estévez, Marc Moreno i Monsó, Francisco Javier Palacín Farré, Pere Palacín i Farré, Joan Ramon Piqué i Badia, Àngel Pons Donisa, Maria Àngels Pons Subirana, César Prades Espot, Manuel Pueyo Pinasa, José Luis Repes Fernández, Carlos Riera Paino, Manuel Rodríguez Pérez, Manuel Roqué Porté, Juan Seira Sesé, Eduardo Sudanell Molí, Evaristo Tahull Palacín, Dolors Toló i Peguera, Josep Toló Sallent, Josep Torrobella Martín, Josep Maria Turmo Barrabés i Rafael Vigo Casal.

#### Legislatura 2011-2015
| Candidatura | Candidatura          | Cap de llista            | Vots | Regidors | % vots |
| ----------- | -------------------- | ------------------------ | ---- | -------- | ------ |
|             | Progrés Municipal    | Joan Ramon Piqué i Badia | 234  | 5        | 63,93  |
|             | UPdV-Acord Municipal | Marc Moreno i Monsó      | 51   | 1        | 13,93  |
|             | CiU                  | María José Erta Ruiz     | 49   | 1        | 13,39  |
|             | PP                   | Joaquim Menal Guillén    | 24   | 0        | 6,56   |
| Total       | Total                | 382                      | 382  | 9        |        |

- Joan Ramon Piqué i Badia (PM), alcalde. Representant del municipi en el Consell Comarcal
- Albert Franco i Quintana (PM), regidor. Representant del municipi en el Consell Comarcal
- Salvador Farré i Juanmartí (PM), regidor. Representant del municipi en el Consell Comarcal
- Enric Fueyo i Vidal (PM), regidor
- Dolors Toló i Peguera (PM), regidora
- Marc Moreno i Monsó (UPdV-AM), regidor
- María José Erta Ruiz (CiU), regidora. Representant del municipi en el Consell Comarcal.

### Demografia
Les primeres dades de població d'aquesta localitat daten de l'any 1381, en el qual estaven censades 11 cases (uns 50 o 60 habitants). En els segles següents, la població va créixer, fins a atènyer els 431 habitants el 1718, any en què inicià una davallada: 363 el 1787 (251 a Vilaller, 97 a Senet de Barravés i 15 a Cierco), i tornà a pujar al llarg del segle xix. El 1860 assolia 842 habitants, però a partir d'aleshores tornà a experimentar una davallada: 593 el 1900 i 494 el 1930. En aquell moment, però, es feren les obres de cara a l'explotació hidroelèctrica, i la població canvià ràpidament: 1.101 el 1950, 842 el 1960, 892 el 1970, 787 el 1975, 939 el 1981 (823 a la vila de Vilaller), 594 el 1992, 578 el 2000, i 699 el 2009. Cal comptar, però, que la majoria de dades estadístiques ajunten Vilaller i Senet de Barravés.
| Entitat de població | Habitants (2023) |
| Vilaller            | 472              |
| Senet               | 40               |
| Font: Idescat       |                  |

| 1497 f | 1515 f | 1553 f | 1717 | 1787 | 1857 | 1877 | 1887 | 1900 | 1910 |
| ------ | ------ | ------ | ---- | ---- | ---- | ---- | ---- | ---- | ---- |
| 53     | 22     | 46     | 431  | 363  | 811  | 749  | 660  | 593  | 619  |

| 1920 | 1930 | 1940 | 1950  | 1960 | 1970 | 1981 | 1990 | 1992 | 1994 |
| ---- | ---- | ---- | ----- | ---- | ---- | ---- | ---- | ---- | ---- |
| 567  | 494  | 580  | 1.101 | 842  | 892  | 939  | 629  | 594  | 594  |

| 1996 | 1998 | 2000 | 2002 | 2004 | 2006 | 2008 | 2010 | 2012 | 2014 |
| ---- | ---- | ---- | ---- | ---- | ---- | ---- | ---- | ---- | ---- |
| 618  | 618  | 578  | 579  | 577  | 678  | 699  | 696  | 667  | 563  |

| 2016 | 2018 | 2020 | 2022 | 2024 | 2026 | 2028 | 2030 | 2032 | 2034 |
| ---- | ---- | ---- | ---- | ---- | ---- | ---- | ---- | ---- | ---- |
| 552  | 536  | 549  | 532  | 506  | -    | -    | -    | -    | -    |

El cens del 1857 incorpora Cierco i Senet. Les dades anteriors són la suma dels antics pobles del municipi.

### Personatges il·lustres
- Antoni Navarro i Grauger, eclesiàstic i poeta, mestre en Gai Saber

### Llocs d'interès
- Vall de Barravés
- Vall de Besiberri
- Església parroquial barroca de Sant Climent de Vilaller
- Pont gòtic sobre la Noguera Ribagorçana
- Església parroquial romànica de Santa Cecília de Senet
- Hàbitat medieval de les Cabanes de les Escomes
- Tomba antropomorfa medieval de Riupedrós
- Tombes antropomorfes medievals de la Necròpolis de Sant Pere

## Serveis
Vilaller disposa de l'escola pública CEIP Vidal i Abad, pertanyent a la ZER Alta Ribagorça, que té la seu al mateix Vilaller. També hi ha un Centre d'atenció primària (CAP) i Biblioteca municipal.

## Activitat econòmica
Com a moltes de les zones d'alta muntanya, l'economia tradicional de Vilaller es basava en la ramaderia i l'explotació forestal, a part d'una certa dedicació a l'agricultura.
La major part de la superfície forestal és comunal, i l'estat en gestiona 4.300 ha. A la resta, cal comptar 9 ha. de cereals, 8 de patates, i la resta són conreus (sobretot prats: un 93%). La terra es treballa sobretot en règim de propietat familiar.
El bestiar és important. Seguint dades dels anys vuitanta del segle xx, hi havia al voltant de 4.680 caps de bestiar, dels quals, 700 bens i uns 500 bovins, sobretot encarats a la producció de llet i de carn.
Antigament, l'única activitat industrial era el molí fariner; després va sorgir l'explotació minera, amb mines de plom a Cierco, i més tard va venir l'explotació hidroelèctrica de l'abundor d'aigua del terme. Avui dia, dins del terme de Vilaller hi ha la Central de derivació de Senet, construïda el 1951, i que disposa d'un salt de 217 metres, que desenvolupa una potència de 9.640 kW; la Central de Vilaller, del 1952 que té un canal de 6,3 km. amb 7 m³/segon, amb el qual produeix 4.200 kW. Més tard van venir les centrals, fora del terme, però veïnes, de Bono, el Pont de Suert i de la Valira de Castanesa, i, finalment, la de Baserca-Moralets, on el 1988 s'havia d'acabar la central de rebombeig per tal de fer una central reversible.
El turisme és una activitat amb una importància relativa, desenvolupada recentment i encarada sobretot cap a la temporada estiuenca. Hi ha un sector de xalets de segona residència, espai per a l'acampada (lliure a les zones de muntanya, sobretot a la Vall de Besiberri), i una seixantena de places en cases de pagès per a vacances. Hi destaquen sobretot les colònies d'estiu a l'edifici del Seminari de Lleida a Riupedrós, a més de la Colònia Montsant, amb un càmping de força extensió. Tot plegat arriba a acollir més d'un miler d'estiuejants, sobretot procedents de l'àrea de Barcelona.
Vilaller ha tingut sempre una certa importància comercial. Antigament havia celebrat fires ramaderes de transhumància força importants, però en l'actualitat s'ha anat supeditant al Pont de Suert, malgrat que ha desenvolupat serveis per a la vall de Barravés.

## Festes i tradicions
Vilaller celebra la seva festa major a mitjan mes d'agost, el cap de setmana al voltant de la Mare de Déu d'agost (dia 15). Les falles se celebren la nit de la vigília de Sant Joan (23 de juny) i el dia anterior (22). La Fira de Tots Sants i del Cep se celebra el primer cap de setmana de novembre.

## Comunicacions
Les característiques de la vall on s'assenta el terme municipal de Vilaller fan que s'hi doni un sol mitjà de comunicació: el transport per carretera.
Travessa de sud a nord el terme municipal la carretera N-230, en curs de transformar-se en l'A-14. A l'extrem sud del terme, però, la carretera N-260 es desvia de l'anterior, amb la qual ha compartit traçat des de dos quilòmetres al sud del Pont de Suert, i s'endinsa cap a dins del terme de Montanui i de l'Alta Ribagorça occidental.
A través d'aquesta de fet única carretera, Vilaller es troba a 9 quilòmetres del seu cap de comarca, el Pont de Suert, a 31 de Vielha, a 60 de Tremp, cap del seu partit judicial, a 66 de Benavarri, cap de la veïna comarca de la Baixa Ribagorça, a 70 de Sort, cap de la veïna comarca del Pallars Sobirà i a 129,5 de Lleida, cap del bisbat al qual pertany Vilaller.
Pel que fa a transport públic, Vilaller disposa d'una oferta bastant ampla, si bé limitada en horaris reals. Les línies d'autobús de línia que passen per la vila són les següents:
- Vielha - Taüll, amb un sol servei diari en cada direcció.
- Lleida - Eth Pònt de Rei, amb dos serveis diaris en cada direcció.
- Lleida - Vielha, de la qual no es disposa d'informació actualitzada.
- Barcelona - Les, amb un servei diari en cada direcció.
- Lleida - Les, amb connexió a Barcelona, que només funciona els dies feiners, amb un servei diari en cada direcció.

## Serveis turístics
L'allotjament presenta una oferta bastant variada, en el terme de Vilaller: un hotel de dues estrelles (el Montsant), un d'una (el Mas), i dues pensions d'una estrella (la Maurín i la Muntanya). També hi ha dues residències-cases de pagès (l'Agustí i la Magí).
De refugis de muntanya, hi ha la Caseta forestal d'Artigalonga, al sud-sud-est de Senet de Barravés, en el camí del Port de Gelada, i el Refugi nou de Besiberri, al capdamunt de la vall del barranc de Besiberri, ja a prop dels Besiberri. Tots dos són de la modalitat de vivac.